# Arizona (film 1997)
Arizona – 46-minutowy film dokumentalny. Film opowiada pesymistyczną historię mieszkańców wsi Zagórki 17 kilometrów od Słupska. We wsi w 1990 upadło Państwowe Gospodarstwo Rolne. Wśród pozostawionej samej sobie ludności narastały patologie, głównie pijaństwo. Tytuł filmu pochodzi od wina Arizona, które było bardzo popularne wśród mieszkańców. Niektóre cytaty z tego dokumentu wykorzystano w lekko zmodyfikowanej formie w filmie Pieniądze to nie wszystko z 2001 roku.

## Twórcy filmu
- Realizacja: Ewa Borzęcka
- Scenariusz: Ewa Borzęcka
- Zdjęcia: Mikołaj Nesterowicz
- Oświetlenie: Ryszard Kozak
- Opracowanie muzyczne: Sławomir Piernik
- Dźwięk: Stanisław Kolenda (w napisach nazwisko: Kolęda)
- Udźwiękowienie: Włodzimierz Kazimierczak
- Montaż: Agnieszka Bojanowska
- Kierownictwo produkcji: Jerzy Jakutowicz
- Produkcja: Telewizja Polska – I Program TVP

## Nagrody
- 1997 Festiwal Mediów Człowiek w Zagrożeniu – Ewa Borzęcka – Nagroda Prezydenta Miasta Łodzi
- 1998 Krakowski Festiwal Filmowy – Konkurs Krajowy – Ewa Borzęcka – Grand Prix Złoty Lajkonik